# Mennica w Nagybánya

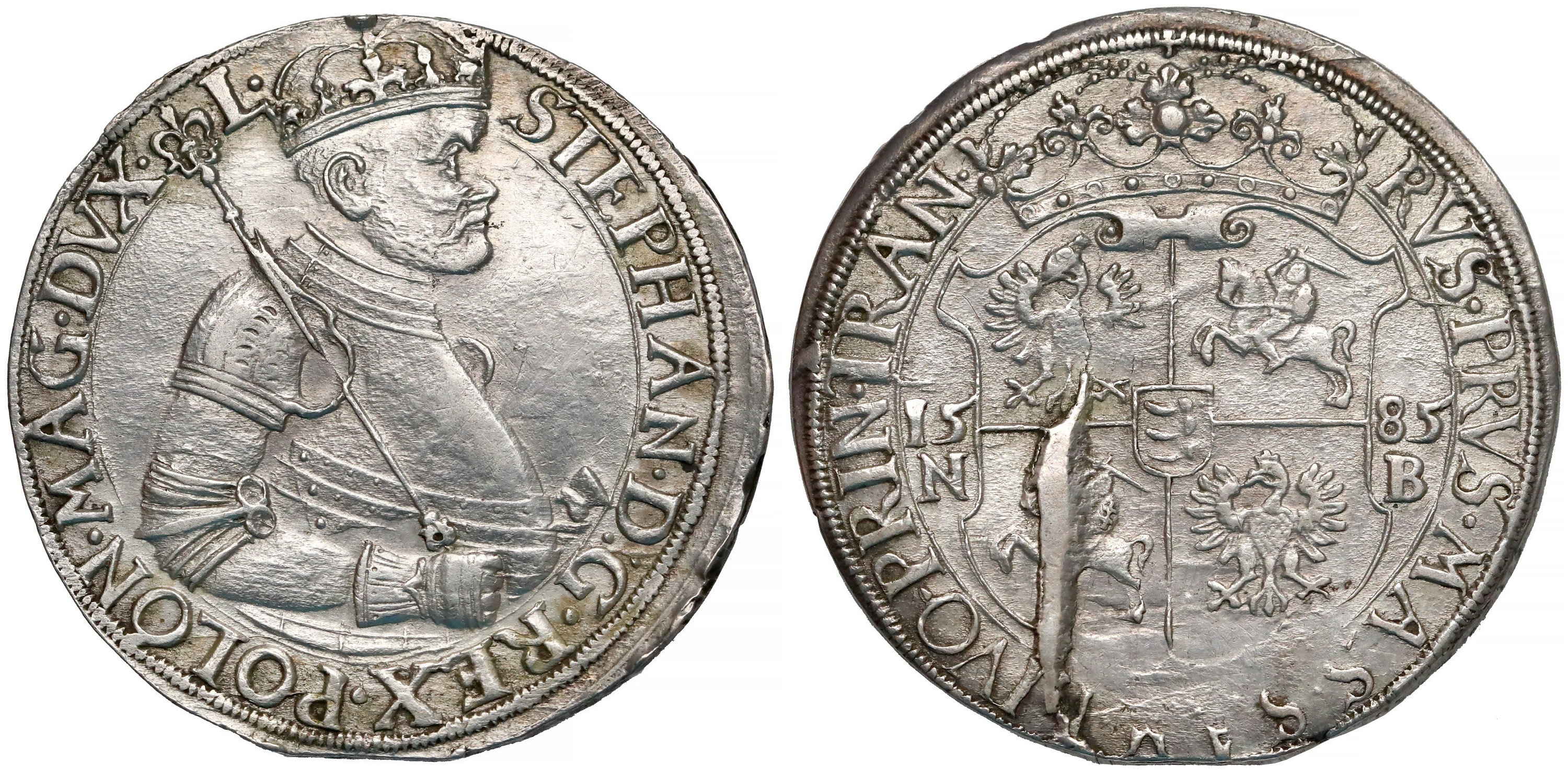
Talar (1585) z mennicy w Nagybánya

Mennica w Nagybánya – mennica w dawnym mieście Nagybánya w historycznym Marmaroszu (obecnie Baia Mare w dzisiejszej Rumunii), w której bito monety ze srebra i złota wydobywanego w okolicznych kopalniach. M. in. w mennicy tej:
1. w latach 1585–1586 Stefan Batory bił siedmiogrodzkie talary i dukaty, używając polskiej tytulatury monarszej: STEPHAN D G REX POLON MAG DVC L. RVS PRVS MAS SAM LIVO PRIN TRAN,
2. w 1664 r. fałszowano boratynki na zlecenie ks. Michała Kazimierza Radziwiłła.